# Condado de Olmos

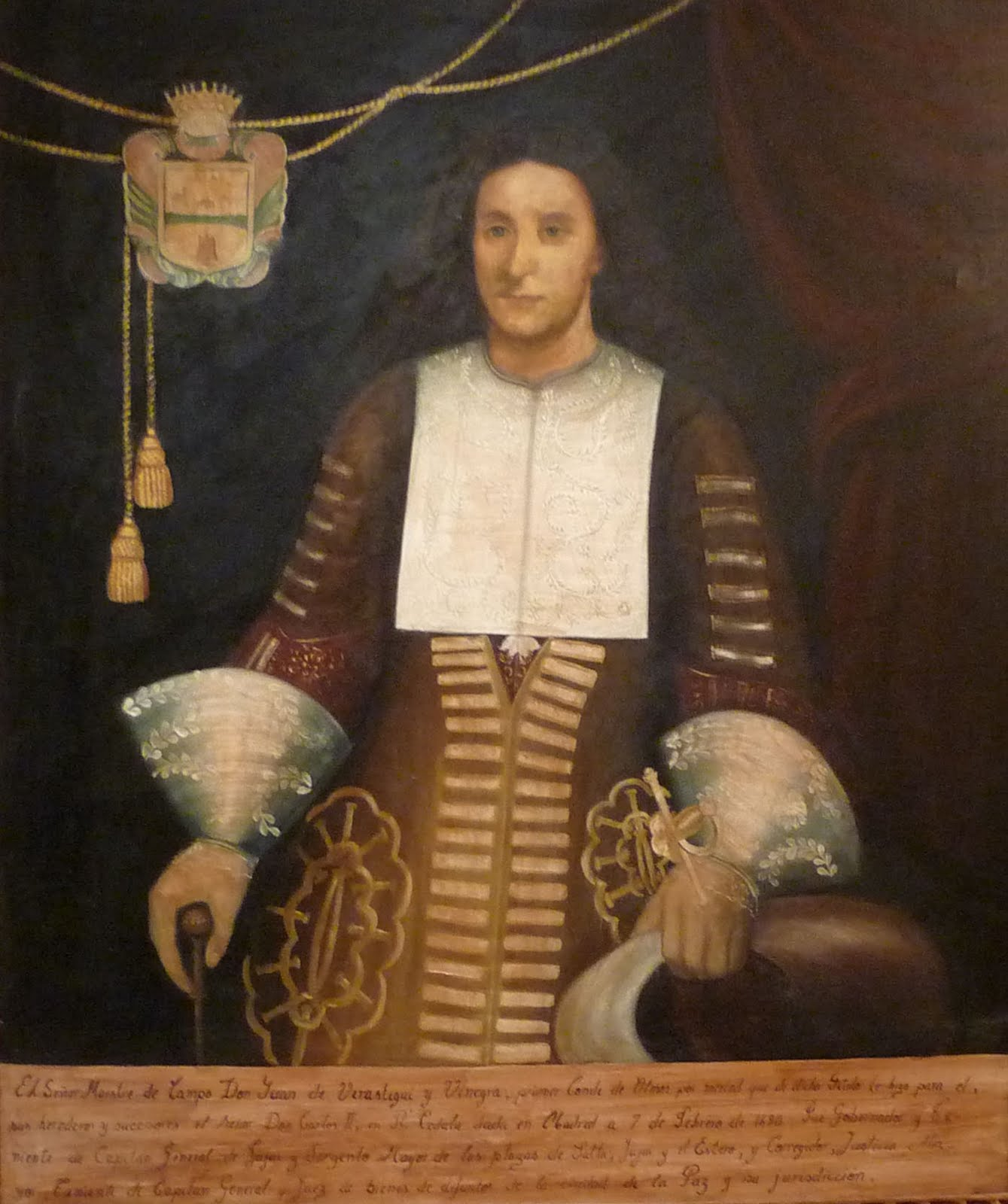
Don Juan de Verasátegui Viniegra y Corral, I conde de Olmos

El condado de Olmos es un título nobiliario español, concedido por Real Cédula de S. M. el rey Carlos II de España, del 7 de febrero de 1690, a favor del maestre de campo don Juan de Verasátegui Viniegra y Corral (Villar del Río, España - Trujillo, Virreinato del Perú), en reconocimiento a sus servicios militares y políticos, como gobernador de Salta y Jujuy, así como corregidor de La Paz, siguiendo la línea castrense de la Casa de Verasátegui, quienes habían servido al emperador Carlos V y demás reyes, en las guerras de Alemania, Flandes, Lombardía y en las conquistas de las Indias. 
Ostentó previamente el vizcondado de Guacho (Huacho).
Don Juan contrajo matrimonio con la dama trujillana doña Francisca de Moncada-Galindo y Nava, rica heredera del mayorazgo de Moncada-Galindo.

## Historia
Real Carta de concesión
“Don Carlos, por la gracia de Dios, Rey de Castilla, de León, de Aragón, de las dos Sicilias, de Jerusalén, de Navarra de Granada, de Toledo, de Valencia, de Galicia, de Mallorca, de Sevilla, de Cerdeña, de Córdoba, de Córcega, de Murcia, de Jaén, de los Algarbes, de Algeciras, de Gibraltar, de las islas Canarias, de las Indias Orientales y Occidentales, islas de tierra firme del mar océano, Archiduque de Austria, Duque de Borgoña, de Bravante y Milán, Conde de Hapsburg, de Flandes, de Tirol, Rosellón y Barcelona, Señor de Vizcaya y de Molina, &.
Por hacer bien y merced a vos Don Juan de Verasátegui, vecino de la villa de Potosí, y a que me habéis representado, sois descendiente de una de las más antiguas casas de la provincia de Guipúzcoa, cerca de la villa de Tolosa, que todos los descendientes de la casa de Verasátegui se han empleado en el servicio de los Señores Emperador Carlos V, y demás reyes mis antecesores, en las guerras de Alemania, Flandes, Lombardía y ejército de España y en las conquistas de las Indias han hecho muy especiales y señalados servicios a vos, a imitación suya, los habéis continuado, en que llegasteis a obtener el grado de Capitán, Sargento Mayor y Maestre de Campo, y en lo político habéis ejecutado otros muy especiales servicios, por los cuales os hice merced del Corregimiento de la ciudad de La Paz en mi reino del Perú. Y en remuneración a todo lo expresado, y por más os honrar, por decreto señalado de mi real mano, de 22 de Diciembre del año pasado próximo de 1689, os he hecho merced del título de Marqués o Conde de Castilla, para vos y vuestros herederos y sucesores y por qué habéis elegido el de Conde de Olmos, en su conformidad, es mi voluntad que vos, el dicho Don Juan de Verasátegui, y los dichos vuestros herederos y sucesores, cada uno en su tiempo, perpetuamente para siempre jamás os podéis llamar e intitular , llaméis o intituléis , llamen e intitulen y os hago e intitulo Conde de Olmos.
Y por esta mi carta mando a los infantes, prelados, duques, marqueses, condes, ricos-hombres, comendadores y subcomendadores, al acides de los castillos y casas fuertes y llanos, y a los de mi concejo, Presidentes y oidores de las mis audiencias, Alcaldes, Alguaciles de la mi casa y Corte y Cancillería, y a todos los corregidores, Asistentes, Gobernadores y Alcaldes Mayores y ordinarios, Alguaciles, Merinos, Prebostes y a otros cualesquier mis jueces y Justicias y personas de cualquier estado, calidad, condición, preminencia o dignidad que sean, mis vasallos, súbditos y naturales, así a los que ahora son, como a los que en adelante fueran y a cada uno y cualquiera de ellos que os hayan y tengan; llamen e intitulen, así a vos el dicho Don Juan de Verasátegui, como a cada uno de los dichos vuestros herederos y sucesores, a cada uno en su tiempo, Conde de Olmos; y os guardáis y hagan guardar todas las dichas prerrogativas, gracias, mercedes y demás ceremonias que se guardan a todos los otros Condes de estos mis reinos; todo bien y cumplidamente, sin que os falte cosa alguna.
Y, por que según las órdenes dadas por el Rey, mi padre y señor, que está en gloria, a las personas a quien se diere título de Conde o Marques ha de preceder primero el de Vizconde y quedar este suprimido, por despacho de este día he dado título de Vizconde de Guacho, el cual en conformidad de dichas ordenes, queda roto y cancelado, en la mi secretaría de la Cámara y Estado de Castilla, y notado y prevenido en el asiento del libro lo conveniente para que no valga ni tenga efecto, ni en otra forma en tiempo alguno.
Y si de este despacho y de la gracia y merced en él contenido, vos el dicho Juan de Verasátegui, o cualquiera de los dichos vuestros sucesores, ahora o en cualquier tiempo, quisiéreden o quisieren mi carta de privilegios y confirmación, mando a los mis concertadores y escribanos mayores de los privilegios y confirmaciones y a los mis Mayordomo, Chanciller y Notarios mayores y a los otros oficiales que están a la tabla de mis sellos, que os la den, libren, pasen y sellen, lo más fuerte, firme y bastante que les pediéredes y menester hubiéredes.
Y de esta mi carta ha de tomar la razón Don Luis Antonio Daza, mi secretario y del registro general de mercedes, y se declarara que, por lo que toca al dicho título de Vizconde habéis dado satisfacción al derecho de la media anata y también de la merced de Conde, que esta importa 562,500 maravedís, el cual ha de pagar conforme a reglas del mismo derecho todos los sucesores en este título.
Dada en Madrid, a 7 de febrero de 1690. Yo El Rey"
Durante los siglos XVII, XVIII y XIX -hasta la emancipación del Perú, los condes de Olmos y sus familias siguieron sirviendo a la Corona, ostentando importantes cargos en la administración virreinal, a la vez que explotaban sus latifundios agrícolas, ganaderos y yacimientos mineros. 
La IV condesa, Francisca de Moncada-Galindo y Morales, fue la madre del gran mariscal Luis José de Orbegoso y Moncada-Galindo, dos veces presidente del Perú, quien prefirió no utilizar el título que heredó, por su convicciones independentistas, siendo promotor e importante financiador de la emancipación del Perú, por lo que es considerado uno de los próceres de la Independencia. 
El gran mariscal contrajo matrimonio con su sobrina, María Josefa Martínez de Pinillos y Cacho, hija del hidalgo español Juan José Martínez de Pinillos y Larios -alférez real de Trujillo, señor de Tejada y de las Calderas, y de Josefa de Cacho Lavalle y Cortés, sobrina de José Antonio Lavalle y Cortés, I conde de Premio Real, alcalde de Lima; y prima del luego presidente del gobierno, Juan Bautista de Lavalle y Zugasti; todos ellos emparentados con el conquistador del Imperio Azteca, Hernán Cortés.  
Tuvieron trece hijos que engendraron una vasta y poderosa dinastía, que desempeñó puestos notorios en la vida política, económica y social de la nueva república peruana. 
Tras la independencia, el título fue rehabilitado en 1905 por el S.M. el rey Alfonso XIII, a favor del senador peruano Carlos Alfonso González de Orbegoso y Martínez de Pinillos, como V conde de Olmos.
En la ciudad de Trujillo se encuentra la Casona De Orbegoso, palacete colonial que habitaron los condes de Olmos y sus descendientes, desde el siglo XVII hasta 1987, cuando fue vendida a Interbank (grupo Intercorp).
Fueron también los condes precursores de la tauromaquia en el Perú, criando ganado bravo hasta la pérdida de su último hierro, "Chuquizongo", nombre que viene de la hacienda San Pedro y San Pablo de Chuquizongo, emblemática heredad familiar, adquirida en 1679 y que junto con la ganadería, fue expropiada en la reforma agraria de 1969, tras 294 años de explotación familiar.

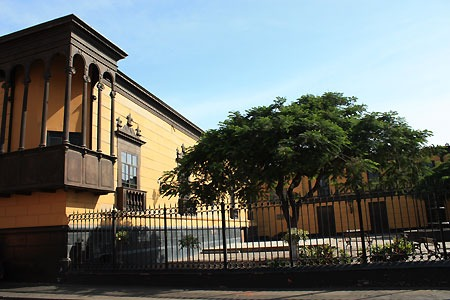
Casona De Orbegoso (Trujillo)

## Condes de Olmos
|                                 | Titular                                                      | Periodo                |
| Creación por Carlos II          | Creación por Carlos II                                       | Creación por Carlos II |
| ------------------------------- | ------------------------------------------------------------ | ---------------------- |
| I                               | Juan de Verasátegui Viniegra y Corral                        | 1691-                  |
| II                              | Tomasa María de Verasátegui Viniegra y Moncada-Galindo       |                        |
| III                             | Nicolás de Moncada-Galindo y Verasátegui                     |                        |
| IV                              | Francisca Josefa de Moncada-Galindo y Morales                |                        |
| Rehabilitación por Alfonso XIII |                                                              |                        |
| V                               | Carlos Alfonso González de Orbegoso y Martínez de Pinillos   | 1905-1937              |
| VI                              | Rosa González de Orbegoso y Moncada                          | 1956-                  |
| VII                             | María Josefa de las Mercedes Gonzales de Orbegoso y Alvarado | 1984-actual titular    |

## Historia de los Condes de Olmos

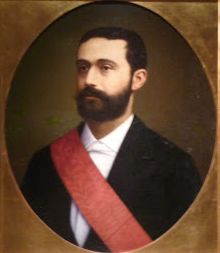
Don Carlos Alfonso González Orbegoso, V conde de Olmos.

- Don Juan de Verasátegui Viniegra y Corral (Villar del Río, 1651-?), I conde de Olmos, maestre de campo del ejército español, quien fue gobernador de Salta, Jujuy y corregidor de La Paz y alférez real de Trujillo.

1. Casó en Trujillo con doña Francisca de Moncada-Galindo y Nava, hija de don Juan de Moncada y Galindo y de doña Jerónima de Nava, Chaves y Laguna. Le sucedió su hija:

- Doña Tomasa María de Verasátegui y Moncada-Galindo (Trujillo, 2 de enero de 1695-?), II condesa de Olmos.

1. Casó con su primo el maestre de campo don Basilio Antonio de Moncada-Galindo y Nava, hijo de don Juan de Moncada-Galindo y doña Ana Jerónima de Nava y Chaves de la Laguna. Le sucedió su hijo:

- Don Nicolás Antonio Damián de Moncada-Galindo y Verasátegui (Trujillo, 27 de septiembre de 1721 - 7 de mayo de 1782), III conde de Olmos, maestre de campo.

1. Casó con doña Leonor de Morales y Zegarra. Le sucedió su hija:

- Doña Francisca Josefa de Moncada-Galindo y Morales (Trujillo, 2 de abril de 1755-?), IV condesa de Olmos.

1. Casó con don Justo de Orbegoso Isasi Burutarán Gamarra y Cortés (1742-1814).

Rehabilitado en 1905 por:
- Don Carlos Alfonso González de Orbegoso y Martínez de Pinillos (Trujillo, 20 de junio de 1852 - Bayona, 21 de marzo de 1937), V conde de Olmos, señor de Tejada, hijo de don Vicente González y Martínez de Pinillos y doña Emilia de Orbegozo y Martínez de Pinillos (hija del presidente Orbegozo). Bisnieto de la IV condesa de Olmos.

1. Casó en Lima el 17 de agosto de 1888 con su prima doña Josefina de Orbegozo y González, hija de don Eloy de Orbegozo y Martínez de Pinillos y de doña Rosa González y Madalengoitia. le sucedió su hija:

- Doña Rosa González de Orbegozo y Moncada (antes de Orbegozo y Orbegozo), VI condesa de Olmos, señora de Tejada. Le sucedió su prima hermana:

- Doña María Josefa (Chepita) de las Mercedes González de Orbegoso y Alvarado, VII condesa de Olmos, señora de Tejada, hija de don Vicente González de Orbegoso, hermano del V conde, que había casado con doña Margarita Alvarado Llanos.

1. Casada con Gino Luis Rota Cácares.

Actual heredera: Gina Rota Gonzales de Orbegoso.